# Pakinaisten saaristo
Pakinaisten saaristo este o arie protejată (arie specială de conservare — SAC, sit de importanță comunitară — SCI) din Finlanda întinsă pe o suprafață de 571 ha, integral pe uscat.

## Localizare
Centrul sitului Pakinaisten saaristo este situat la coordonatele 60°19′51″N 21°41′03″E / 60.3308°N 21.6842°E.

## Înființare
Situl Pakinaisten saaristo a fost declarat sit de importanță comunitară în august 1998 pentru a proteja un număr necunoscut de specii din flora spontană și fauna sălbatică aflate în arealul zonei. Situl a fost protejat și ca arie specială de conservare în aprilie 2015.

## Biodiversitate
Situată în ecoregiunea boreală, aria protejată conține 15 habitate naturale: Lagune de coastă, Recifuri, Pajiști fino-scandinave uscate până la mezice, bogate în specii de altitudine mică, Faleze cu vegetație de pe coastele atlantice și baltice, Mlaștini turboase de tranziție și turbării mișcătoare, Pășuni de coastă din Baltica boreală, Pante stâncoase silicioase cu vegetație casmofită, Litoraluri nisipoase din Baltica boreală cu vegetație perenă, Taiga vestică, Păduri caducifoliate bătrâne naturale hemiboreale fino-scandinave (Quercus, Tilia, Acer, Fraxinus sau Ulmus) bogate în specii epifite, Păduri fino-scandinave bogate în ierburi cu Picea abies, Păduri acidofile de stejar bătrân cu Quercus robur pe câmpii nisipoase, Vegetație anuală la limita mareei, Păduri naturale în etape succesive primare ale suprafețelor emergente de coastă, Vegetație perenă pe țărmurile stâncoase.
La baza desemnării sitului se află un număr nedeclarat de specii protejate.
Pe lângă speciile protejate, pe teritoriul sitului au mai fost identificate 6 specii de plante, 1 specie de păsări, 1 specie de nevertebrate.